# Maarten J. Raven

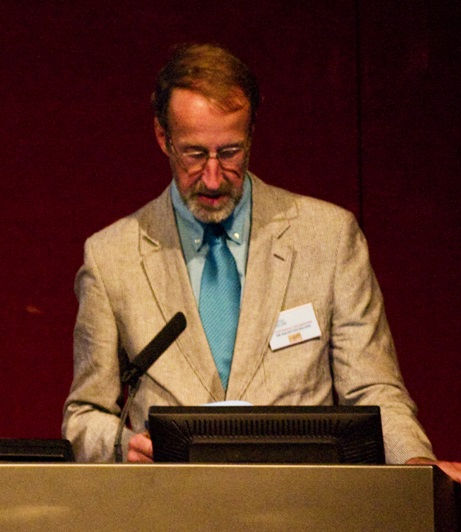
Maarten J. Raven

Maarten Jan Raven (* 1953 in Utrecht) ist ein niederländischer Ägyptologe.

## Leben
Nach dem Abitur am städtischen Gymnasium Utrecht studierte Raven Ägyptologie und Kunstgeschichte an der Universität Leiden. 1984 promovierte er mit der Doktorarbeit „Symbols of resurrection: three studies in ancient Egyptian iconography“.
Raven ist seit 1978 Leiter der Abteilung Ägypten am Rijksmuseum van Oudheden (deutsch: Reichsmuseum der Altertümer) in Leiden. Zusätzlich zu seiner Tätigkeit im Museum ist er seit 1975 an der altägyptischen Nekropole Saqqara aktiv. Dort arbeitet er (seit 1999 Ausgrabungsleiter) in der Zusammenarbeit des Rijksmuseum van Oudheden, der Egypt Exploration Society (1975–1998) und der Universität Leiden (1999). Im September 2012 wurde er zum Professor 'Museologie vom Alten Egypten' der Universität Leiden berufen.
Raven publizierte vielfach über die Museumsammlung des Rijksmuseum van Oudheden und über seine Feldarbeit in Saqqara.

## Schriften (Auswahl)
Deutsch
- als Beiträger: Leben und Tod im Alten Ägypten. Meisterwerke aus dem Reichsmuseum für Altertümer in Leiden. Reichsmuseum für Altertümer u. a., Leiden u. a. 1999, ISBN 3-9805069-9-1.

Andere Sprachen
- Papyrus. Van bies tot boekrol. Met een bloemlezing uit de Leidse papyrusverzameling. Terra, Zutphen 1982, ISBN 90-6255-134-3.
- The tomb of Iurudef. A Memphite official in the reign of Ramesses II (= Egypt Exploration Society. Excavation Memoir. 57). National Museum of Antiquities u. a., Leiden 1991, ISBN 0-85698-119-2.
- The tomb of Maya and Meryt. 2 Bände. 2001–2012;
  - Band 1: The reliefs, inscriptions, and commentary (= Egypt Exploration Society. Excavation Memoir. 99). Egypt Exploration Society, London 2012, ISBN 978-0-85698-206-4;
  - Band 2: Objects and skeletal remains (= Egypt Exploration Society. Excavation Memoir. 65). National Museum of Antiquities u. a., Leiden 2001, ISBN 0-85698-139-7.
- als Bearbeiter: Jan H. Insinger: In het land der Nijlcataracten. (1883) (= Mededelingen en verhandelingen van het Vooraziatisch-Egyptisch Genootschap „Ex Oriente Lux“. 34). Ingeleid en geannoteerd door Maarten J. Raven. Ex Oriente Lux u. a., Leiden u. a. 2004, ISBN 90-429-1456-4.
- mit Wybren K. Taconis: Egyptian mummies. Radiological atlas of the collections in the National Museum of Antiquities at Leiden (= Papers on Archaeology of the Leiden Museum of Antiquities. 1). Brepols, Turnhout 2005, ISBN 2-503-51701-3.
- The tomb of Pay and Raia at Saqqara (= Egypt Exploration Society. Excavation Memoir. 74). National Museum of Antiquities u. a., Leiden u. a. 2005, ISBN 0-85698-164-8.
- Egyptische Magie. Op zoek naar het toverboek van Thot. Walburg Pers, Zutphen 2010, ISBN 978-90-5730-677-8.